# William Boyce

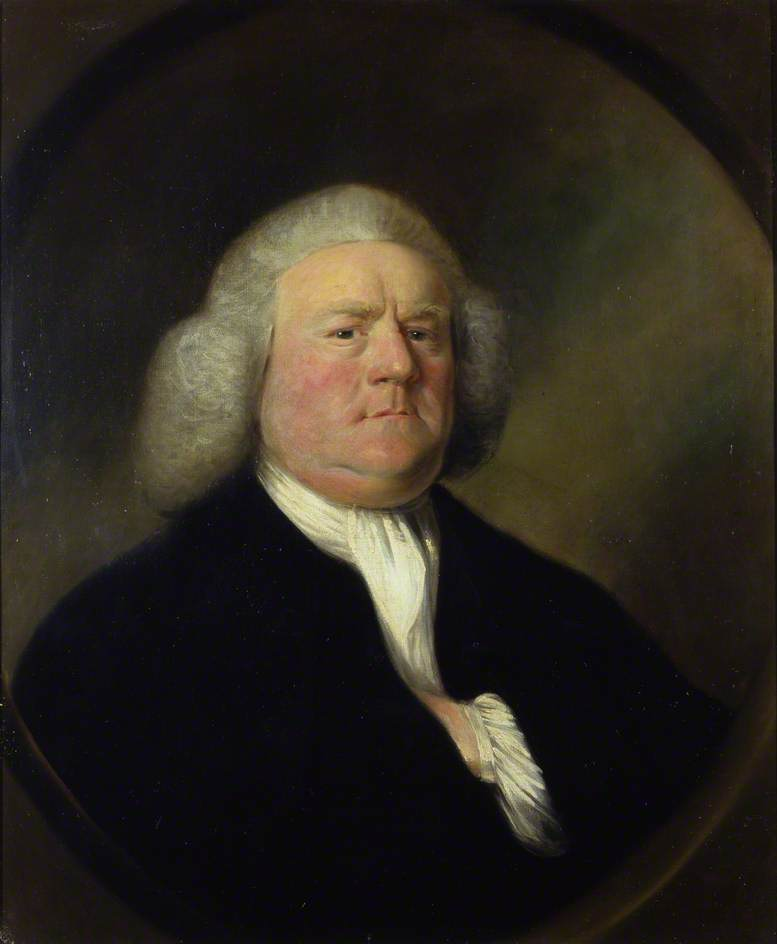
William Boyce

William Boyce (Londen, 1 september 1711 - aldaar, 7 februari 1779) wordt over het algemeen beschouwd als de belangrijkste in Engeland geboren componist van de 18e eeuw.
Geboren in Londen, werd Boyce als knaap koorzanger van de St. Paul's Cathedral en studeerde later muziek bij Maurice Greene, die hij in 1755 opvolgde als Master of the King's Musick. Intussen vervulde hij verschillende benoemingen als organist in Londen, waar hij in 1755 benoemd werd als componist van de Chapel Royal en vervolgens in 1758 als organist.
Hij liet een uitgebreid oeuvre na van onder meer 20 symfonieën en ouvertures, anthems, cantata's, odes en niet te vergeten een aanzienlijke hoeveelheid kerkmuziek. Boyce componeerde ook zogenaamde Stage entertainments, toneelmuziek voor Shakespeare's The Tempest, Cymbeline en Romeo and Juliet.
Aan het eind van zijn leven maakte doofheid het voortzetten van zijn loopbaan als organist onmogelijk en concentreerde hij zich op componeren. Zijn muziek is grotendeels in de vergetelheid geraakt.
Hij overleed in zijn geboorteplaats.

## Composities

### 'Services'
- Te Deum in G-grote terts, verse, ca 1725
- Te Deum and Jubilate in A-grote terts, verse, ca 1740
- Te Deum and Jubilate in A-grote terts, short, ca 1750
- Te Deum and Jubilate in C-grote terts, full, ca 1760
- Kyrie in A-grote terts
- Sanctus in A- en in G-grote terts
- Begrafenismuziek in e-kleine terts, voor 4-stemmig gemengd koor, voor Captain T. Coram, 3 April 1751

### 'Anthems'
- 'Begin unto my God', verse, 1769 of vroeger, manuscript is zoek, de tekst is gepubliceerd in 'A Collection of Anthems used in His Majesty’s Chapel Royal' (London, 1769)
- 'Behold O God our defender', full, voor de kroning van koning George III, 1761
- 'Be thou my judge', verse, 1749 of vroeger
- 'Blessed is he that considereth the poor', verse
- 'Blessed is he that considereth the sick', verse, met orkest, 1741
- 'Blessed is the man', verse, 1736 of vroeger
- 'Blessing and glory', verse, 1769 of vroeger
- 'By the waters of Babylon', verse, ca 1740
- 'Come Holy Ghost', full, voor de koning van koning George III, 1761
- 'Give the king thy judgements', verse, 1736 of vroeger
- 'Give the king thy judgements', verse, ca 1755
- 'Give unto the Lord', verse, 1736 of vroeger
- 'Great and marvellous', full, 1769 of vroeger, manuscript is zoek, de tekst is gepubliceerd in 'A Collection of Anthems used in His Majesty’s Chapel Royal' (London, 1769)
- 'Hear my crying', verse, ca 1740
- 'Hear my prayer', full, met orkest, ca 1760
- 'Help me, O Lord', full, 1726
- 'How long wilt thou forget me', verse, 1736 of vroeger
- 'How long wilt thou forget me', verse, ca 1740, (auteurschap is onzeker)
- 'I cried unto the Lord', verse, 1736 of vroeger
- 'If we believe', verse, ca 1745
- 'I have set God alway before me', verse, 1749 of vroeger
- 'I have surely built thee an house', verse, voor de heropening van St Margaret’s, Westminster, 1759
- 'I was glad', full, voor bij de kroning van koning George III, 1761
- 'I will alway give thanks', verse, 1736 of vroeger
- 'I will magnify thee', verse, 1749 of vroeger
- 'Let my complaint', verse, 1736 of vroeger
- 'Let my prayer come up', full, voor bij de kroning van koning George III, 1761
- 'Like as the hart', verse, ca 1740
- 'Lord, teach us to number our days', verse, ca 1750
- 'Lord, thou hast been our refuge', verse, met orkest, voor in het Festival of the Sons of the Clergy, 1755
- 'Lord, what is man that thou art mindful', verse, ca 1740
- 'Lord, what is man that thou shouldest visit', verse, ca 1770
- 'Lord, who shall dwell, verse, 1749 of vroeger
- 'My heart is fixed', verse, 1749 of vroeger, lost, de tekst is gepubliceerd in 'A Collection of Anthems (…) now performed in His Majesty’s Chapel Royal' (London, 1749)
- 'My heart is inditing', verse, met orkest, voor bij de kroning van koning George III, 1761
- 'My heart rejoiceth in the Lord', verse, 1769 of eerder, manuscript is zoek, de tekst is gepubliceerd in 'A Collection of Anthems used in His Majesty’s Chapel Royal' (London, 1769)
- 'O be joyful in God', verse, ca 1735, auteurschap is onzeker
- 'O be joyful in God', verse, 1736 of vroeger
- 'O be joyful in God', verse, met orkest,1749
- 'O give thanks unto the Lord and call', verse, 1736 of vroeger
- 'O give thanks unto the Lord for he is gracious', verse, voor de geboorte van Prins George, 1762
- 'O praise the Lord', verse, ca 1763
- 'O sing unto the Lord', verse, ca 1740
- 'O sing unto the Lord', verse, 1749 of eerder, manuscript is zoek, tekest gepubliceerd in 'A Collection of Anthems … now performed in His Majesty’s chapels Royal' (London, 1749)
- 'O where shall wisdom be found?', verse, 1769 of vroeger
- 'Ponder my words', verse, 1745 of vroeger
- 'Praise the Lord, O Jerusalem', full, met orkest, voor bij de kroning van koning George III, 1761
- 'Praise the Lord, ye servants', verse, 1749 of vroeger
- 'Save me, O God', full, ca 1735
- 'Sing, O heavens', verse, ca 1763
- 'Sing praises unto the Lord', verse, 1736 of vroeger
- 'Sing unto the Lord', verse, 1736 of vroeger
- 'Teach me, O Lord', verse, 1736 of vroeger
- 'The heavens declare', verse, (?)
- 'The King shall rejoice', verse, met orkest, voor bij het huwelijk van koning George III, 1761
- 'The King shall rejoice', full, met orkest, voor bij de kroning van koning George III, 1761
- 'The King shall rejoice', verse, met orkest, voor bij het Festival of the Sons of the Clergy, 1766
- 'The Lord is a sun', full, met orkest, voor bij de kroning van koning George III, 1761
- 'The Lord is full of compassion', verse, 1736 of vroeger; twee versies
- 'The Lord is King and hath put on glorious apparel', verse, 1736 of vroeger
- 'The Lord is King be the people never so impatient', verse, bij de viering van de Vrede van Parijs, 1763
- 'The Lord is my light', verse, 1749 of vroeger
- 'The Lord liveth', verse, 1769 of vroeger
- 'The souls of the righteous', full, met orkest, voor bij de begrafenis van koning George II, 1760, met een 'symphony' in F-grote terts
- 'Turn thee unto me', full, 1736 of vroeger
- 'Turn thee unto me', verse, 1749 of vroeger
- 'Unto thee, O Lord', verse, 1749 of vroeger, manuscript is zoek, de tekst is gepubliceerd in 'A Collection of Anthems … now performed in His Majesty’s chapels Royal' (London, 1749)
- 'Wherewithal shall a young man', verse, 1749 of vroeger

### Andere religieuze werken
- Chant in D-grote terts, in 'Divine Harmony' (London, 1770), twijfelachtig, is ook toegeschreven aan 'Mr Davis'
- Chant in F-grote terts
- 'David’s Lamentation over Saul and Jonathan' voor twee solostemmen, vierstemmig gemengd koor en orkest, 1736
- 'Hither ye sons of Harmony' (‘Monumental inscription to … Mr. Gostling’), partsong (J. Hawkins), ca 1777
- 'O how perverse is flesh and blood', partsong, ca 1725
- 12 hymns gepubliceerd in 18de-eeuwse verzamelbanden

### Muziek voor theaterproducties
- Peleus and Thetis (masque, G. Granville, Lord Lansdowne), tegen 1740 + Overture in F-grote terts
- een wereldlijke 'Masque' (J. Dryden), ca 1746
- The Chaplet (musical entertainment, 2 delen, M. Mendez), première op 2 December 1749 (uitgave: London, 1750); overture
- 'The Shepherd’s Lottery' (musical entertainment, twee delen, Mendez), première op 19 november 1751 (London, 1751); 2 liederen en een ouverture
- 'The Tempest' (masque, D. Garrick, naar W.Shakespeare), première 20 oktober 1757
- 'Harlequin’s Invasion' of 'A Christmas Gambol' (pantomime, Garrick), première 31 december 1759, in samenwerking met M. Arne en T. Aylward

### Muzikale bijdragen aan theaterproducties
- 'Dirge in Cymbeline' (tragedy, W. Shakespeare), London, première 7 april 1746
- Twee songs in 'Lethe' of 'Aesop in the Shades' (farce, D. Garrick), première 2 januari 1749
- Music in 'The Roman Father' (tragedy, W. Whitehead), première 24 februari 1750, manuscript is zoek
- Pastoral-interlude in 'The Rehearsal' or 'Bays in Petticoats' (comedy, C. Clive), première 15 maart 1750
- Een muziekstuk in 'Romeo and Juliet' (tragedy, Garrick, naar W.Shakespeare), première 1 oktober 1750
- Song in 'The Conscious Lovers' (comedy, R. Steele), ca 1752
- Song in 'The Gamester' (tragedy, E. Moore), première 7 februari 1753
- Toneelmuziek voor 'Boadicea' (tragedy, R. Glover), première 1 december 1753, manuscript is zoek
- 'Music for animating the statue', 3-stemmig lied in 'Florizel and Perdita' of 'The Winter’s Tale' (comedy, Garrick, after Shakespeare), première 21 januari 1756
- 2 songs en een duet in 'Amphitryon' (comedy, J. Hawkesworth, after J. Dryden), première 15 december 1756
- 2 odes in 'Agis' (tragedy, J. Home), première 21 februari 1758

### Bewerkingen van andermans theatermuziekstukken
- in 'The Temple of Peace' (masque, N. Pasquali), Dublin, Smock Alley, 9 februari 1749;
- 'Midas' (comedy, K. O’Hara), Dublin, Theatre Royal, Crow Street, 22 januari 1762;
- 'Love in a Village' (I. Bickerstaff), London, 8 december 1762;
- 'The Royal Chase', London, ca 1765;
- 'The Summer’s Tale' (R. Cumberland), London, 6 december 1765;
- 'The Disappointment' of 'The Force of Credulity' (komische opera, A. Barton), New York, 1767;
- 'Tom Jones' (J. Reed), London, 14 Jan 1769;
- 'Harlequin’s Museum' of 'Mother Shipton Triumphant' (pantomime), Londen, 20 december 1792

### Odes voor het hof
- Pierian sisters, for the king’s birthday, 1755
- Hail! hail! auspicious day, New Year’s Day, 1756
- When Caesar’s natal day, for the king’s birthday, 1756
- While Britain, New Year’s Day, 1757
- Rejoice, ye Britons, for the king’s birthday, 1757
- Behold, the circle forms, New Year’s Day, 1758, Overture in F
- When Othbert left, for the king’s birthday, 1758, Ouverture in F
- Ye guardian powers, New Year’s Day, 1759
- Begin the song, for the king’s birthday, 1759
- Again the sun’s revolving sphere, New Year’s Day, 1760
- Still must the muse, New Year’s Day, 1761
- ’Twas at the nectar’d feast, for the king’s birthday, 1761
- God of slaughter, New Year’s Day, 1762
- Go, Flora, for the king’s birthday, 1762
- At length th’ imperious god of war, New Year’s Day, 1763
- Common births, for the king’s birthday, 1763
- To wedded love, for the king’s birthday, 1764
- Sacred to thee, New Year’s Day, 1765
- Hail to the rosy morn, for the king’s birthday, 1765
- Hail to the man, for the king’s birthday, 1766
- When first, New Year’s Day, 1767
- Friend to the poor, for the king’s birthday, 1767
- Let the voice, New Year’s Day, 1768
- Prepare, prepare your songs, for the king’s birthday, 1768
- Patron of arts!, for the king’s birthday, 1769
- Forward, Janus, New Year’s Day, 1770
- Discord, hence!, for the king’s birthday, 1770
- Again returns, New Year’s Day, 1771
- Long did the churlish east, for the king’s birthday, 1771
- At length the fleeting year, New Year’s Day, 1772
- From scenes of death, for the king’s birthday, 1772
- Wrapt in stole, New Year’s Day, 1773
- Born for millions, for the king’s birthday, 1773
- Pass but a few, New Year’s Day, 1774
- Hark! or does the muse’s ear, for the king’s birthday, 1774
- Ye powers who rule, for the king’s birthday, 1775
- On the white rocks, New Year’s Day, 1776
- Ye western gales, for the king’s birthday, 1776
- Again imperial winter’s sway, New Year’s Day, 1777
- Driven out, for the king’s birthday, 1777
- When rival nations, New Year’s Day, 1778
- Arm’d with her native force, for the king’s birthday, 1778
- To arms, to arms ye sons of might, New Year’s Day, 1779

### Andere Oden
- The charms of harmony display (P. Vidal), St Cecilia’s Day, ca 1738
- See famed Apollo and the nine (J. Lockman), St Cecilia’s Day, 1739
- Gentle lyre, begin the strain (The Pythian Ode; W. Hart, after Pindar)
- Here all thy active fires diffuse (W. Mason), voor de installatie van de hertog van Newcastle als kanselier van de universiteit van Cambridge, 1749
- Strike, strike the lyre, birthday of Frederick, Prince of Wales, ?1750
- Who but remembers yesterday (Britain’s Isle) on the death of Frederick, Prince of Wales, 1751
- Let grief subside, birthday of George, Prince of Wales, 1751
- Another passing year is flown (W. Havard), birthday of George, Prince of Wales, 1752
- Titles and ermine fall behind (Havard), in commemoration of Shakespeare, Drury Lane, 1756
- Cetra dè canti amica; Degli amor la madre altera: twee odes in 'Del canzoniere d’Orazio di Giovan Gualberto Bottarelli'
- Arise, immortal Shakespeare rise (D. Garrick), ?1759
- See, white-robed peace (D. Mallet), voor het einde van de zevenjarige oorlog, 1763
- Lo, on the thorny bed of care (Ode to Charity; sacred ode, J. Cradock), voor het Leicester Infirmary, 1774
- Vital spark of heavenly flame (The Dying Christian to his Soul; sacred ode, A. Pope)
- In elder time, mnauscript is zoek, was wel opgenomen in de verkoopcatalogus door W. Boyce-junior

### Overige vocale werken
- Ah whither, whither would Achilles flee (Deidamia’s parting with Achilles upon the siege of Troy), 1v, orch
- Gentle zephyrs smoothly rove (serenade), 1v, orch, ca 1735
- Through flowery meads (cant.), 2vv, orch, ca 1735,
- When the celestial beauties strove (cant.), 2vv, ca 1735
- Young Damon fired with amorous heat (cant.), 2vv, c1735
- Solomon (serenata, E. Moore), 2vv, 4vv, orch (Londen, 1743)
- Long with undistinguished flame (cant., C. Smart), in Lyra britannica, i (Londen, 1747)
- Tell me ye brooks (cant., W. Congreve), in Lyra britannica, deel-2 (Londen, 1747)
- Blest in Maria’s friendship (cant.), in Lyra britannica, deel-3 (Londen, 1748)
- Did you not once Lucinda vow (dialogue), 2vv, orch, ca 1750
- Thus on a bed of dew bespangled flowers (Thyrsis; cant.), ca 1750
- Danae (cant.), 1v, orch, ca 1750
- Blate Jonny (A Scots Cantata; A. Ramsay), in Lyra britannica, (Londen, 1756)
- Haste, haste every nymph (dialogue), 1v, orch, in Lyra britannica deel-6 (Londen, 1759)
- Thou rising sun (The Lapland Cantata; A. Philips), in Lyra britannica deel-6 (Londen, 1759)
- Noah (oratorium), manuscript is zoek
- 3 'glees', 7 'catches' en 'rounds', 4 tweestemmige liederen alsmede ca 76 solo-liederen, uitsluitend gepubliceerd in 18de-eeuwse verzameluitgaven.

### Instrumentale muziek
- '12 Sonatas for two violins, violoncello and harpsichord' (Londen, 1747)
- '8 Symphonys in 8 Parts' op.2 (Londen, 1760),
- '12 Overtures in 7, 9, 10 and 12 Parts' (Londen, 1770),
- '10 Voluntaries', voor orgel of klavecimbel (Londen, 1779)
- Concerto in d-kleine terts ('The Worcester Overture'; Symphony no.8)
- Concerto grosso in b-kleine terts (manuscript)
- 3 Concerti grossi: in Bes-grote terts, d-kleine terts (auteurschap onzeker) en in e-kleine terts
- Concerto in ? (zoek geraakt), uitvoering in de Castle Tavern in Londen op 11 augustus 1742
- 3 sonates, voor 2 violen en basso continuo, ca 1740 (manuscript)
- Ouverture in C-grote terts, ca 1740 (manuscript)

### Bewerkingen
- 'Cathedral Music, being a Collection in Score of the Most Valuable and Useful Compositions for That Service, by Several English Masters of the Last 200 Years'; deel 1 Londen, 1760 - deel 2 Londen, 1768; deel 3 Londen, 1773
- M.Locke: The Original Songs, Airs and Choruses … in the Tragedy of Macbeth (Londen, 1770)
- G.F. Handel: 'As pants the hart' (verse anthem),
- (idem): 'Moses and the children of Israel' (anthem, 8-stemmig gemengd koor) uit 'Israel in Egypt'
- (idem): Delen uit 'The Messiah' (Londen, 1800)
- H. Purcell: Te Deum and Jubilate in 'The Cathedral Services - Anthems, Hymns and Other Sacred Pieces (…) by H. Purcell (Londen, 1828–44)

### Theoretische werken
- Treatise on Harmonic Theory (handschrift)

- Biblioteca Nacional de España: XX1567265
- Bibliothèque nationale de France: cb147910559 (data)
- CiNii: DA10081698
- Gemeinsame Normdatei: 123289491
- International Standard Name Identifier: 0000 0000 8138 8254
- Library of Congress Control Number: n81022393
- Nationale Bibliotheek van Letland: 000306682
- MusicBrainz: 031af119-8cdf-4745-95fe-2a9aa6adbd75
- Bibliotheek van het Japanse parlement: 01065024
- Nationale Bibliotheek van Tsjechië: ola2002153122
- Nationale bibliotheek van Australië: 35370348
- Nationale Bibliotheek van Israël: 987007258899405171
- Nederlandse Thesaurus van Auteursnamen: 074024949
- Istituto Centrale per il Catalogo Unico: LO1V166995
- LIBRIS: 211988
- SNAC: w686320b
- Système universitaire de documentation: 121484637
- Trove: 928719
- Virtual International Authority File: 59348653
- WorldCat: E39PBJtcMFtcQWrbwdy3h8hfv3